# Okręty rozpoznawcze typu Nawigator
Okręty rozpoznania radioelektronicznego typu Nawigator (w kodzie NATO: Modified Moma) – seria 2 jednostek nawodnych projektu 863 przeznaczone do prowadzenia rozpoznania radioelektronicznego w obszarze działań polskiej Marynarki Wojennej.   
Okręty zaprojektowało biuro konstrukcyjne CBKO-2 w Gdańsku. Obie jednostki służą w Grupie Okrętów Rozpoznawczych 3 FO w Gdyni.  

## Okręty[1]
| Nazwa           | Nr budowy | Stocznia                  | Wodowanie        | Podniesienie bandery |
| --------------- | --------- | ------------------------- | ---------------- | -------------------- |
| ORP „Nawigator” | 863/1     | Stocznia Północna, Gdańsk | 14 marca 1974    | 17 lutego 1975       |
| ORP „Hydrograf” | 863/2     | Stocznia Północna, Gdańsk | 20 września 1975 | 8 maja 1976          |